# Billy Preston (muzyk)
Billy Preston, właśc. William Everett Preston (ur. 2 września 1946 w Houston, zm. 6 czerwca 2006 w Scottsdale) – amerykański muzyk soulowy, wokalista, organista, pianista i kompozytor.
Najbardziej znany jako muzyk sesyjny, Preston nagrywał też własne płyty. Współpracował między innymi z takimi gwiazdami jak The Beatles (płyty Abbey Road i Let It Be), The Rolling Stones, Eric Clapton, The Jackson Five, Barbra Streisand, Stevie Wonder, George Harrison, John Lennon, Ray Charles, Little Richard, Ringo Starr, Red Hot Chili Peppers. Najsłynniejsze solowe płyty Prestona to: That’s The Way God Planned It (z tytułowym hitem) (1969) i Encouraging Words (1970), obie nagrane dla Apple Records.
Zmarł w śpiączce, na którą zapadł w listopadzie 2005. Wcześniej dobrowolnie zgłosił się do kliniki odwykowej w Malibu w Kalifornii, gdzie doznał zapalenia osierdzia, co doprowadziło do niewydolności oddechowej i w konsekwencji śpiączki.
W 2021 został wprowadzony do Rock and Roll Hall of Fame.

## Dyskografia

### Albumy solowe
- The Most Exciting Organ Ever (1965)
- Early Hits of'65 (1965)
- The Wildest Organ In Town (1966)
- Club Meeting (1967)
- That’s The Way God Planned It (1969)
- Encouraging Words (1970)
- I Wrote A Simple Song (1971)
- Music Is My life (1972)
- Everybody Likes Some Kind of Music (1973)
- Live European Tour 1973 (1974) z Mickiem Taylorem na gitarze (wydanie CD A&M - Japonia 2002)
- The Kids and Me (1974)
- It's My Pleasure (1975)
- Billy Preston (1976)
- A Whole New Thing (1977)
- Late At Night (1979)
- The Way I Am (1981)
- Pressin' On (1982)
- On the Air (1984)
- You Can't Keep A Good Man Down (1986)
- Billy's Back (1995)

### Gospel
- Sixteen Years Old Soul (1962)
- Hymns Speak from the Organ (1965)
- Gospel In My Soul (Re-edition of Hymns Speak from the organ) (1973)
- Behold! (1978)
- Universal Love (1980)
- Ministry of Music (1994)
- Minister of Music (1995)
- Words and Music (1996)
- Music From My Heart (2001)

### Występy gościnne
- Abbey Road (1969) – „I Want You (She’s So Heavy)” (The Beatles)
- Let It Be (1970) – „Get Back” (The Beatles)
- All Things Must Pass (1970) (George Harrison)
- John Lennon/Plastic Ono Band (1970) – pianino w „God” (John Lennon)
- Sticky Fingers (1971) (The Rolling Stones)
- The Concert for Bangla Desh (1971) (George Harrison and Friends)
- There’s a Riot Goin' On (1971) (Sly and the Family Stone)
- Live at Fillmore West (1971) (King Curtis)
- Exile on Main St. (1972) (The Rolling Stones)
- Wind of Change (1972) – pianino, instrumenty klawiszowe, klawikord, akordeon i harmonijka (Peter Frampton)
- Ringo (1973) – organy w „I'm the Greatest” (Ringo Starr)
- Goats Head Soup (1973) (The Rolling Stones)
- Hey Now Hey (1973) (Aretha Franklin) – fortepian w „Just Right Tonight”
- Goodnight Vienna (1974) – klawinet w tytułowym utworze, elektryczne pianino w „Only You (And You Alone)” (Ringo Starr)
- It’s Only Rock’n Roll (1974) (The Rolling Stones)
- You Are So Beautiful (1975) (Joe Cocker)
- Thirty Three & 1/3 (1976) (George Harrison)
- Black and Blue (1976) (The Rolling Stones)
- Ringo Starr and His All-Starr Band (1990) – instrumenty klawiszowe, śpiew
- Voyage of Dreams (1996) – organy w „Al Di Yo”, „Go Tell Them”, „Kanpe”, „Get Up” (Jephté Guillaume and the Tet Kale Orkestra)
- Bridges to Babylon (1997) – organy (The Rolling Stones)
- The Harsh Light of Day (2000) – instrumenty klawiszowe w „You're an Ocean” (Fastball)
- Reptile (2001) (Eric Clapton)
- One More Car, One More Rider (2001) – instrumenty klawiszowe, śpiew (Eric Clapton)
- Songs from the West Coast (2001) – organy Hammonda w „I Want Love”,  „The Wasteland”, „Love Her Like Me” (Elton John)
- Concert for George (2003) – zawiera utwory „Isn't It a Pity” i „My Sweet Lord”
- Get Born (2003) (Jet)
- Me and Mr. Johnson (2004) (Eric Clapton)
- Back Home (2005) (Eric Clapton)
- Choose Love (2005) (Ringo Starr)
- The Concert for Bangladesh (2005) (George Harrison and Friends) (zremasterowana wersja i wideo)
- Stadium Arcadium (2006) – klawinet w „Warlocks” (Red Hot Chili Peppers)
- The Road to Escondido (2006) (J.J. Cale & Eric Clapton)